# Liste des ambassadeurs de France en Espagne
L’ambassadeur de France en Espagne est le représentant légal le plus important de France auprès du gouvernement espagnol. L'ambassade se trouve à Madrid.

## Ambassadeurs successifs

### DuXVIesiècleauXVIIIesiècle
| Année         | Ambassadeur (en gras) ou Envoyé extraordinaire et plénipotentiaire                                                 |
| ------------- | --- |
| XVIe siècle   | |
| 1558          | Sébastien de L'Aubespine                                                                                           |
| 1562          | Jean Hébrard de Saint-Sulpice                                                                                      |
| 1565          | Raymond de Beccaria de Pavie, baron de Fourquevaux (en)                                                            |
| XVIIe siècle  | |
| 1601          | Antoine de Silly                                                                                                   |
| 1608          | François Savary de Brèves                                                                                          |
| 1611          | Charles de Mayenne                                                                                                 |
| 1612          | Pierre IV Brûlart de Sillery                                                                                       |
| 1617          | Antoine Potier de Sceaux                                                                                           |
| 1618          | Antoine de Silly                                                                                                   |
| 1621          | François de Bassompierre                                                                                           |
| 1625          | Charles d'Angennes                                                                                                 |
| 1629          | Antoine de Jaubert                                                                                                 |
| 1635          | Gauthier de Pény                                                                                                   |
| 1637          | Pujol, (Le sieur de Moret juge de Pujols et habitant de Monflanquin)                                               |
| 1638          | de Chavigny; le comte d' Harcourt et L'archevêque de Bordeaux                                                      |
| 1640          | Bernard du Plessis-Besançon                                                                                        |
| 1644          | Urbain de Maillé-Brézé, duc de Brezé et Jean Armand de Maillé-Brézé, duc de Fronsac                                |
| 1649          | Dufresne |
| 1651          | de Croissy |
| 1656          | de Lyonne |
| 1659          | Antoine III de Gramont                                                                                             |
| 1661          | Georges d'Aubusson de La Feuillade                                                                                 |
| 1668          | Pierre de Villars                                                                                                  |
| 1669          | Dupré |
| 1670          | Pierre de Bonzi, Archevêque de Toulouse                                                                            |
| 1671          | Pierre de Villars                                                                                                  |
| 1679          | Francois de Pas, Comte de Rebenac et Le Prince d'Harcourt                                                          |
| 1682          | André Berhoulet de Formenteau, Comte de La Vauguyon                                                                |
| 1685          | Isaac de Pas de Feuquières                                                                                         |
| 1688          | Levasseur et Francois de Pas, Comte de Rebenac                                                                     |
| 1691          | le P. Blandiniére                                                                                                  |
| 1697          | le P. Duval |
| 1698          | Henri d'Harcourt                                                                                                   |
| XVIIIe siècle | |
| 1700          | Jean-Denis de Blécourt                                                                                             |
| 1700          | Henry d'Harcourt                                                                                                   |
| 1701          | Charles Auguste d'Allonville de Louville                                                                           |
| 1701          | Ferdinand de Marsin                                                                                                |
| 1702          | César d'Estrées |
| 1703          | Jean d'Estrées |
| 1703          | Pierre-Antoine de Châteauneuf                                                                                      |
| 1704          | Antoine-Charles de Gramont                                                                                         |
| 1705          | Michel Amelot, Marquis de Gournay                                                                                  |
| 1705          | Louis Toussaint de Brancas                                                                                         |
| 1707          | François Pidou de Saint-Olon                                                                                       |
| 1709          | Charles François de la Bonde d'Iberville                                                                           |
| 1709          | Jean-Denis de Blécourt                                                                                             |
| 1710          | Adrien Maurice de Noailles                                                                                         |
| 1711          | Jean-Louis d'Usson de Bonnac                                                                                       |
| 1713          | Louis Toussaint de Brancas                                                                                         |
| 1714          | Paul-Hippolyte de Beauvilliers, duc de Saint-Aignan                                                                |
| 1718          | Louis Aimé Théodore de Dreux, marquis de Nancré                                                                    |
| 1720          | Jean-Baptiste Louis Andrault                                                                                       |
| 1720          | M. Robin |
| 1720          | René de Mornay-Montchevreuil                                                                                       |
| 1721          | Louis de Rouvroy, duc de Saint-Simon                                                                               |
| 1721          | Philippe-Charles de La Fare                                                                                        |
| 1722          | Théodore de Chavigny                                                                                               |
| 1723          | Louis d'Orléans |
| 1723          | Marquis de Coulanges                                                                                               |
| 1724          | René de Froulay de Tessé                                                                                           |
| 1725          | François Sanguin de Livry                                                                                          |
| 1727          | Conrad-Alexandre de Rottembourg                                                                                    |
| 1728          | Louis Toussaint de Brancas                                                                                         |
| 1730          | M. Hullin |
| 1730          | Conrad-Alexandre de Rottembourg                                                                                    |
| 1733          | Jean-Gabriel de La Porte du Theil                                                                                  |
| 1734          | M. de La Beaune |
| 1734          | François-Marie de Villers-la-Faye, Comte de Vaulgrenant                                                            |
| 1738          | M. de Champeaux |
| 1738          | M. de Varennes |
| 1738          | Comte de La Mark                                                                                                   |
| 1741          | M. de Varennes |
| 1741          | Abbé de Vauréal |
| 1749          | Jean-Baptiste Partyet                                                                                              |
| 1749          | François-Marie de Villers-la-Faye, Comte de Vaulgrenant                                                            |
| 1752          | Abbé de Frischmann                                                                                                 |
| 1752          | Emmanuel-Félicité de Durfort                                                                                       |
| 1755          | Abbé de Frischmann                                                                                                 |
| 1757          | Henri Joseph Bouchard d'Esparbès de Lussan d'Aubeterre                                                             |
| 1759          | Pierre-Paul d'Ossun                                                                                                |
| 1777          | Armand Marc de Montmorin Saint-Hérem                                                                               |
| 1783          | Jean-François de Bourgoing                                                                                         |
| 1785          | Paul-François de Quelen de La Vauguyon                                                                             |
| 1790          | Louis-Marie de Pons, marquis de Grignols                                                                           |
| 1792          | Jean-François de Bourgoing                                                                                         |
| 1796          | Catherine-Dominique de PérignonJoseph-Anne-Maximilien de Croÿ d'Havré (Représentant du gouvernement royal en exil) |
| 1797          | Laurent Truguet |
| 1798          | Ferdinand Guillemardet                                                                                             |
| 1799          | Charles-Jean-Marie Alquier                                                                                         |

### XIXesiècleet début duXXesiècle
| De   | A    | Ambassadeur                                                               |
| ---- | ---- | ------------------------------------------------------------------------- |
| 1800 | 1801 | Lucien Bonaparte                                                          |
| 1801 | 1802 | Laurent de Gouvion-Saint-Cyr                                              |
| 1802 | 1806 | Pierre Riel de Beurnonville                                               |
| 1806 | 1808 | François de Beauharnais                                                   |
| 1808 | 1812 | Antoine René Charles Mathurin (comte de La Forest) dit Antoine de Laforêt |
| 1814 |      | Anne-Adrien-Pierre de Montmorency-Laval                                   |
| 1822 | 1822 | Auguste Delagarde                                                         |
| 1823 | 1823 | Louis Justin Marie de Talaru                                              |
| 1824 | 1824 | Edmond de Bois Le Comte                                                   |
| 1825 | 1825 | Clément-Édouard de Moustier                                               |
| 1832 | 1836 | Maximilien Gérard de Rayneval                                             |
| 1836 | 1837 | Septime de Faÿ de La Tour-Maubourg                                        |
| 1838 | 1839 | Raymond Aimery de Montesquiou-Fezensac                                    |
| 1846 | 1846 | Louis Decazes, envoyé extraordinaire                                      |
| 1858 | 1864 | Adolphe Barrot                                                            |
| 1864 | 1870 | Henri Mercier                                                             |
| 1871 | 1874 | René, marquis de Bouillé                                                  |
| 1874 | 1878 | Jean-Baptiste Alexandre Damaze de Chaudordy                               |
| 1878 | 1882 | Benjamin Jaurès                                                           |
| 1882 |      | Louis Andrieux                                                            |
| 1885 |      | Paul Cambon                                                               |
| 1891 |      | Théodore Roustan                                                          |
| 1894 |      | Frederic Guéau, Marquis de Reverseaux                                     |
| 1897 | 1902 | Jules Patenôtre                                                           |
| 1902 | 1907 | Jules Cambon                                                              |
| 1907 |      | Paul Révoil                                                               |
| 1910 | 1917 | Léon Geoffray                                                             |
| 1917 |      | Joseph Thierry                                                            |
| 1918 |      | Gabriel Alapetite                                                         |
| 1920 |      | Charles de Beaupoil de Saint-Aulaire                                      |
| 1920 |      | Jules-Albert Defrance                                                     |
| 1923 |      | Jacques de Fontenay                                                       |
| 1924 | 1929 | Emmanuel de Peretti de La Rocca                                           |
| 1929 |      | Charles Corbin                                                            |
| 1931 |      | Jean Herbette                                                             |
| 1937 | 1938 | Eirik Labonne                                                             |
| 1938 |      | Jules Henry                                                               |
| 1939 | 1940 | Philippe Pétain                                                           |
| 1940 | 1944 | François Piétri                                                           |
| 1943 | 1944 | Truelle (délégué du Comité national français)                             |

### Depuis 1945
| De   | A    | Ambassadeur                                                                   |
| ---- | ---- | ----------------------------------------------------------------------------- |
| 1945 | 1951 | Bernard Hardion (ministre plénipotentiaire chargé de la délégation française) |
| 1951 | 1954 | Jacques Meyrier                                                               |
| 1954 | 1959 | Guy Le Roy de La Tournelle                                                    |
| 1959 | 1962 | Roland Jacquin de Margerie                                                    |
| 1962 | 1964 | Armand de Blanquet du Chayla                                                  |
| 1964 | 1970 | Robert de Boisséson                                                           |
| 1970 | 1976 | Robert Gillet                                                                 |
| 1976 | 1977 | Jean-François Deniau                                                          |
| 1977 | 1981 | Emmanuel Jacquin de Margerie                                                  |
| 1981 | 1983 | Raoul Delaye (de)                                                             |
| 1983 | 1985 | Pierre Guidoni                                                                |
| 1985 | 1988 | Francis Gutmann                                                               |
| 1988 | 1993 | Henri Benoît de Coignac                                                       |
| 1993 | 1996 | André Gadaud                                                                  |
| 1996 | 2000 | Patrick Leclercq                                                              |
| 2000 | 2002 | Alfred Siefer-Gaillardin                                                      |
| 2002 | 2005 | Olivier Schrameck                                                             |
| 2005 | 2007 | Claude Blanchemaison                                                          |
| 2007 | 2012 | Bruno Delaye                                                                  |
| 2012 | 2015 | Jérôme Bonnafont (es)                                                         |
| 2015 | 2019 | Yves Saint-Geours                                                             |
| 2019 | 2024 | Jean-Michel Casa                                                              |
| 2025 | auj. | Kareen Rispal (en)                                                            |